# ジョン・チャールズ・オルムステッド
ジョン・チャールズ・オルムステッド （John Charles Olmsted、1852〜1920年）は、 アメリカの ランドスケープアーキテクト。
実父の病没後に母が再婚した実父の兄弟であるフレデリック・ロー・オルムステッドの養子となり、実の叔父（ないし伯父）で義理の父親でもあるフレデリック・ロー・オルムステッドの会社でその父と、母を同じくする異父兄弟でもあるフレデリック・ロー・オルムステッド・ジュニアと仕事をしていく。父親が引退した後、兄弟はリーダーシップを引き継ぎ、ランドスケープデザイン会社としてオルムステッド・ブラザーズ (Olmsted Brothers) を設立した。 同社は、多くの都市公園、大学のキャンパスおよびその他の公共の場所を設計することで有名に。 ランドスケープアーキテクトとしての40年以上にわたるジョンオルムステッドの作品は、アメリカの都市景観にその足跡を残していく。

## 経歴

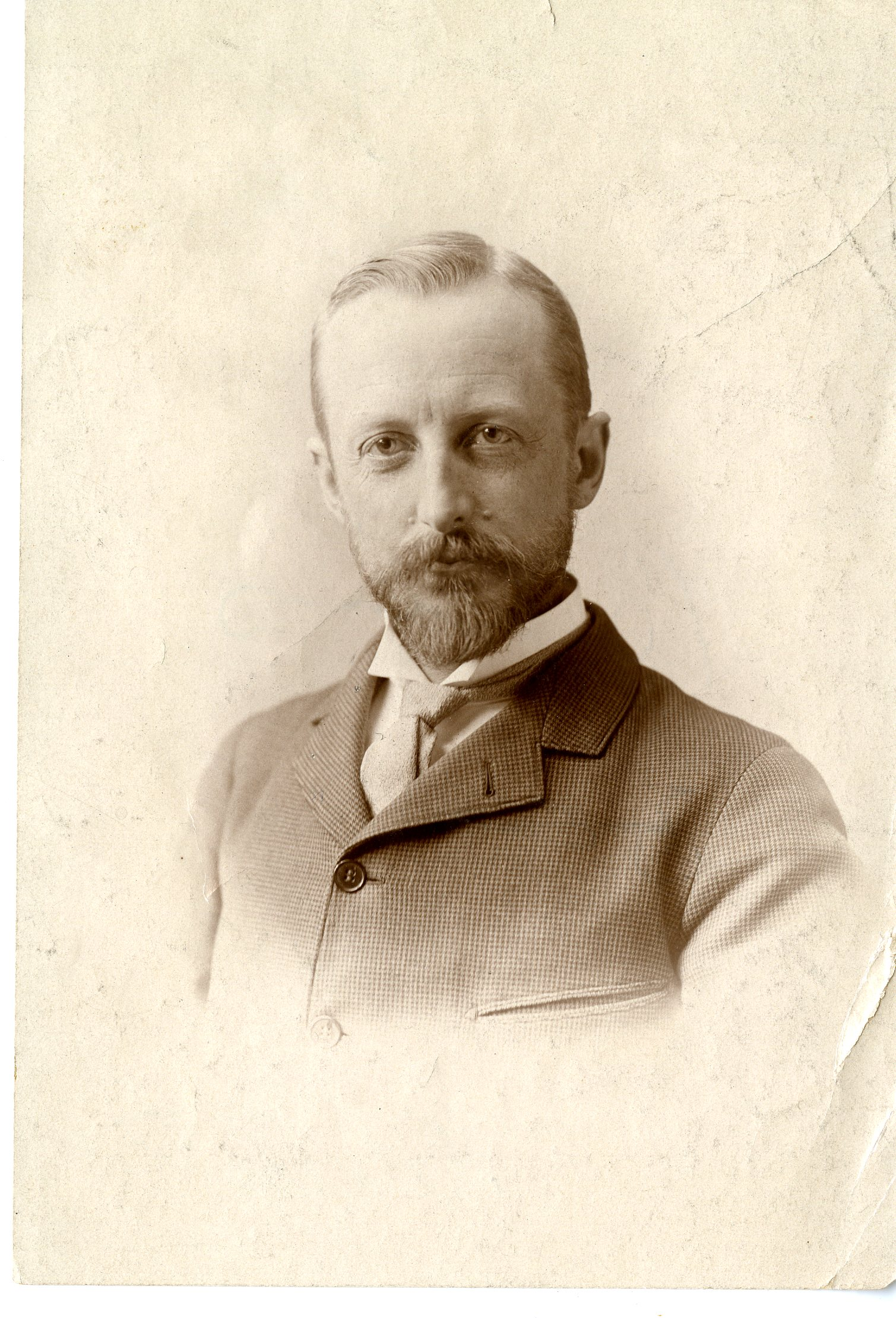
ジョン・チャールズ・オルムステッドの肖像

ジョン・チャールズ・オルムステッドは、1852年にスイスのジュネーヴでジョン・オルムステッドとメアリー・クリーブランド（パーキンス）・オルムステッドの間に生まれた。彼の父ジョンは結核にかかっていたが、当時は治療法がなく新鮮な空気と運動を含む健康的な生活が推奨されていた。 一部の療養所は山岳地帯に設立されていた。 
ジョン・オルムステッド一家は米国に戻り、ニューヨークのスタテンアイランドのトソモック農場に居住。  父親が亡くなった後、母親はジョンの兄弟フレデリック・ロー・オルムステッドと再婚。 フレデリックはジョンを息子として籍に入れた。 後に彼とメアリーには、1870年生まれのオルムステッドジュニアができた。 
ジョン・オルムステッドは、父親の会社でそのキャリアを開始。後に弟のフレデリックも加わる。父親が引退した後、2人はリーダーシップを引き継ぎ、Olmsted Brothersとして会社を設立。仕事は彼らはそれぞれいくつかのプロジェクトのために別々に契約していた。
オルムステッドは、メイン州ポートランドなどの都市での計画プロジェクトに、統合された公園システムの設計哲学を表明。オレゴン州ポートランド ; ワシントン 州シアトルおよびスポケーン オハイオ州デイトン、 サウスカロライナ州チャールストン といった これらの都市で、彼は市民の建物、道路、公園、 緑地を居住可能な都市部に統合するという包括的な計画哲学を開拓していく。 
オルムステッドは、 ニューオーリンズの個々の公園設計も担当。 ニューヨーク州ウォータータウン ;イリノイ州シカゴ で 彼の公園設計の仕事は、学校のキャンパス、市民の建物、州都などの多くの機関の委託、および道路や学校を含む大規模な住宅地の設計にもつながっていく。 工業プラントと工場を取り巻くコミュニティの包括的な計画における彼の仕事は、特に注目に値すると考えられている。 
オルムステッドは、彼のすべての作品において景色、眺望、緑道など、サイトの自然の美しさに対する感受性を保持し、コミュニティと公共エリアが快適で魅力的でなければならないこと、大きくて堂々とした構造よりも、自然主義的な設定で、控えめで非公式な面を理想とした。
若いオルムステッドは、オレゴン州ポートランドで開催された1906年のルイスアンドクラークセンテニアル博覧会 、および1909年のアラスカ-ユーコン-太平洋博覧会会場設計で主要な責任を負っていたという。 
ジョン・オルムステッドは1899年、アメリカ造園家協会ASLAの創設メンバーであり初代会長である。

## おもな作品
- 1885年- オーバリン大学再設計の一環として、オハイオ州オーバーリンの タッパン広場 。 彼の父フレデリック・ロー・オルムステッドと
- 1902年- テネシー州メンフィスにあるオーバートンパーク（342エーカー）とリバーサイドパーク（340エーカー）、および広い大通りのパークウェイシステム
- 1903年- シアトルの都市公園と大通りの包括的な計画。 ジョンオルムステッドはシアトルの会社で主担当者であり、公園と遊び場、グリーンウェイ、および自然の湖と水路をリンクする相互接続されたパークウェイの20マイルのシステム
- 1903年- Grant Park 、 ジョージア州アトランタ
- 1903年- ワシントンパーク 、オレゴン州ポートランド
- 1905年- ジョージア州アトランタ ドルイドヒルズ住宅街
- 1906年- オレゴン州立大学 、 コーバリスキャンパスのマスタープランと23の新しい建物の設計と建設
- 1907年- ブリティッシュコロンビア州ビクトリア グレータービクトリア州の高地、広さ 465エーカーの庭付きの郊外で、大規模な敷地、曲がりくねった通り、特製の街灯柱
- 1908年- ブリンマーカレッジ 、父親が設計した一般的なキャンパスの造園計画の更新。プライベートガーデンと円形の小さな劇場のデザイン
- 1909年- アラスカ-ユーコン-太平洋博覧会の世界博覧会
- 1909年- ワシントン大学 、シアトルの包括的な計画
- 1911年- ワシントン州オリンピア ワシントン州会議事堂の敷地[2]

## 参照
1. ↑  Witold Rybczynski (1999). A Clearing in the Distance: Frederick Law Olmsted and America in the Nineteenth Century. Scribner: New York, p.124.
2. ↑  Grounds Archived 2006-09-27 at the Wayback Machine. at www.ga.wa.gov

- National Association of Olmsted Parks - John Charles Olmsted
- Olmsted Parks in Seattle, Ibid.
- Seattle's Olmsted Parks
- University of Washington Campus plans
- Bryn Mawr College Plan